# Takahashia japonica
Takahashia japonica är en insektsart som först beskrevs av Cockerell 1896.  Takahashia japonica ingår i släktet Takahashia och familjen skålsköldlöss. Inga underarter finns listade i Catalogue of Life.